# Ayten Alpman
Ayten Alpman (Estambul, 10 de octubre de 1929 – Estambul, 20 de abril de 2012) fue un cantantede pop y jazz turca, que ganó reconocimiento en la década de los 70 gracias a la canción "Memleketim" durante la Invasión de Chipre de 1974.

## Biografía
Alpman trabajó como solista en Radio Estambul Radio después de finalizar el instituto. Comenzócon su carrera de cantante en la década de los 50 y fue lanzada por el productor musical turco Arif Mardin a cantar jazz en los primeros años de su carrera. Grabó su primer disco, "Sayonara/Passion Flower", en 1959. En 1972, Alpman grabó la canción "Memleketim" ("Mi tierra") que se convirtió en un tema muy popular en Chipre y Turquía en 1974 durante la invasión de Turquía. Después de ello, tan solo grabó dos LPs durante su carrera. Entre sus éxitos incluyen "Sensiz Olmam", "Yanımda Olsa" y "Ben Varım". Su último disco fue una recopilatorio de sus mejores éxitos en 1999.

## Vida privada
Alpman se casó con el prinaista y compositor de jazz İlham Gencer en 1953, con el que tuvo dos hijos. Alpman moriría or fallos respiratorios en Estambul a los 82 años. Fue enterrada en el Cementerio Ulus. El primer ministro turco Recep Tayyip Erdoğan publicó un mensaje que decía que "las canciones de Alpman serán recordadas para siempre".